# Salles-sur-Mer
Salles-sur-Mer és un municipi francès situat al departament del Charente Marítim i a la regió de la Nova Aquitània. L'any 2007 tenia 1.984 habitants.

## Demografia

### Població
El 2007 la població de fet de Salles-sur-Mer era de 1.984 persones. Hi havia 768 famílies de les quals 144 eren unipersonals (44 homes vivint sols i 100 dones vivint soles), 320 parelles sense fills, 252 parelles amb fills i 52 famílies monoparentals amb fills.
La població ha evolucionat segons el següent gràfic:
Habitants censats

### Habitatges
El 2007 hi havia 852 habitatges, 787 eren l'habitatge principal de la família, 30 eren segones residències i 35 estaven desocupats. 818 eren cases i 31 eren apartaments. Dels 787 habitatges principals, 641 estaven ocupats pels seus propietaris, 138 estaven llogats i ocupats pels llogaters i 8 estaven cedits a títol gratuït; 5 tenien una cambra, 33 en tenien dues, 75 en tenien tres, 220 en tenien quatre i 454 en tenien cinc o més. 667 habitatges disposaven pel capbaix d'una plaça de pàrquing. A 315 habitatges hi havia un automòbil i a 436 n'hi havia dos o més.

### Piràmide de població
La piràmide de població per edats i sexe el 2009 era:
| Homes | Edats   | Dones |
| ----- | ------- | ----- |
| 4     | 95 o +  | 4     |
| 8     | 90 a 94 | 0     |
| 0     | 85 a 89 | 16    |
| 16    | 80 a 84 | 4     |
| 32    | 75 a 79 | 48    |
| 28    | 70 a 74 | 24    |
| 20    | 65 a 69 | 16    |
| 28    | 60 a 64 | 32    |
| 72    | 55 a 59 | 36    |
| 48    | 50 a 54 | 72    |
| 108   | 45 a 49 | 68    |
| 76    | 40 a 44 | 88    |
| 52    | 35 a 39 | 64    |
| 56    | 30 a 34 | 40    |
| 32    | 25 a 29 | 40    |
| 44    | 20 a 24 | 32    |
| 56    | 15 a 19 | 72    |
| 76    | 10 a 14 | 60    |
| 56    | 5 a 9   | 40    |
| 56    | 0 a 4   | 20    |

## Economia
El 2007 la població en edat de treballar era de 1.305 persones, 896 eren actives i 409 eren inactives. De les 896 persones actives 814 estaven ocupades (418 homes i 396 dones) i 82 estaven aturades (39 homes i 43 dones). De les 409 persones inactives 206 estaven jubilades, 91 estaven estudiant i 112 estaven classificades com a «altres inactius».

### Ingressos
El 2009 a Salles-sur-Mer hi havia 784 unitats fiscals que integraven 1.978 persones, la mediana anual d'ingressos fiscals per persona era de 21.012 €.

### Activitats econòmiques
Dels 83 establiments que hi havia el 2007, 3 eren d'empreses extractives, 2 d'empreses alimentàries, 5 d'empreses de fabricació d'altres productes industrials, 13 d'empreses de construcció, 22 d'empreses de comerç i reparació d'automòbils, 4 d'empreses de transport, 7 d'empreses d'hostatgeria i restauració, 4 d'empreses financeres, 4 d'empreses immobiliàries, 9 d'empreses de serveis, 6 d'entitats de l'administració pública i 4 d'empreses classificades com a «altres activitats de serveis».
Dels 19 establiments de servei als particulars que hi havia el 2009, 1 era una oficina de correu, 3 tallers de reparació d'automòbils i de material agrícola, 1 paleta, 2 guixaires pintors, 1 fusteria, 3 lampisteries, 2 electricistes, 2 perruqueries, 2 restaurants i 2 agències immobiliàries.
Dels 6 establiments comercials que hi havia el 2009, 1 era un supermercat, 1 una fleca, 1 una carnisseria, 1 una botiga d'equipament de la llar, 1 una joieria i 1 una floristeria.
L'any 2000 a Salles-sur-Mer hi havia 17 explotacions agrícoles que ocupaven un total de 1.260 hectàrees.

## Equipaments sanitaris i escolars
El 2009 hi havia 1 farmàcia i 1 ambulància.
El 2009 hi havia una escola elemental.

## Poblacions més properes
El següent diagrama mostra les poblacions més properes.